# La Grimaudière
La Grimaudière ist eine französische Gemeinde mit 396 Einwohnern (Stand: 1. Januar 2022) im Département Vienne in der Region Nouvelle-Aquitaine; sie gehört zum Arrondissement Châtellerault und zum Kanton Loudun (bis 2015: Kanton Moncontour). 

## Geographie
La Grimaudière liegt etwa 35 Kilometer nordwestlich von Poitiers am Dive. Umgeben wird La Grimaudière von den Nachbargemeinden Marnes im Norden und Nordwesten, Saint-Jean-de-Sauves im Nordosten, Mazeuil im Osten und Südosten, Craon im Süden, Assais-les-Jumeaux im Westen und Südwesten sowie Moncontour im Nordwesten.

## Bevölkerungsentwicklung
| Jahr                      | 1962 | 1968 | 1975 | 1982 | 1990 | 1999 | 2006 | 2013 |
| Einwohner                 | 290  | 284  | 480  | 467  | 459  | 402  | 393  | 376  |
| Quelle: Cassini und INSEE |      |      |      |      |      |      |      |      |

## Sehenswürdigkeiten
- Kirche Saint-Cybard
- Kirche Notre-Dame in Notre-Dame-d'Or

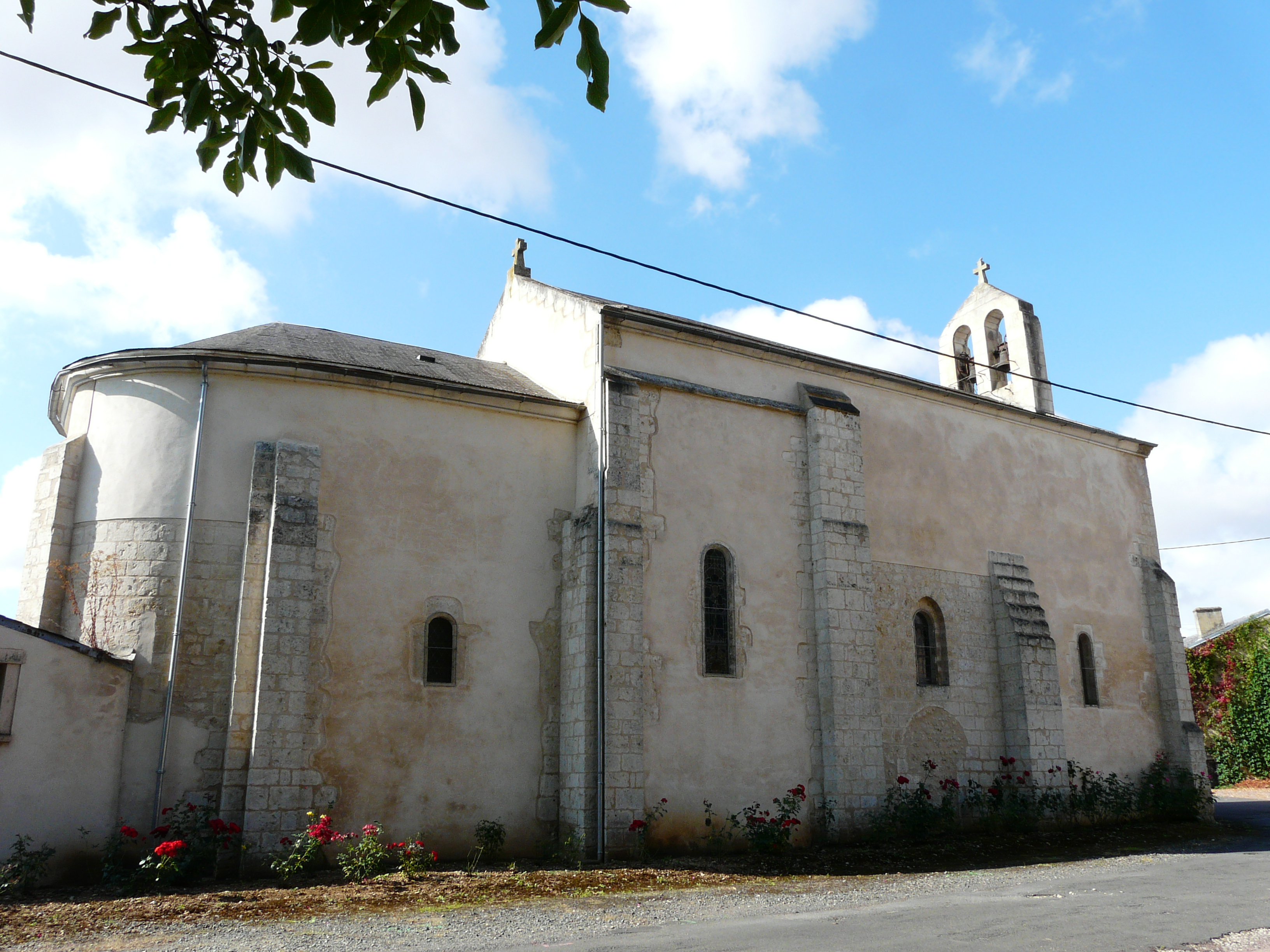
Kirche Saint-Cybard
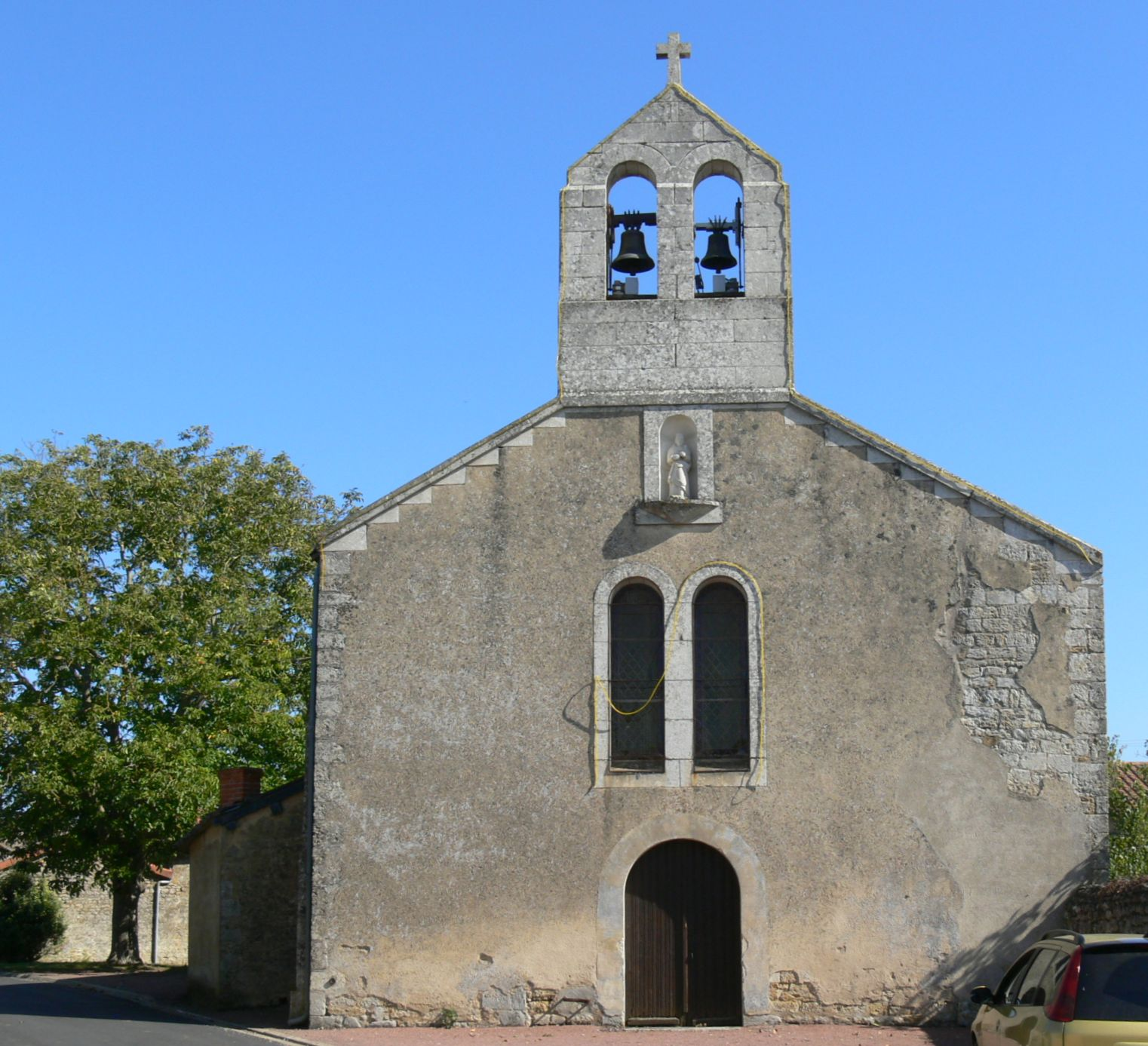
Kirche Notre-Dame